# Максиміліан Зірі
Максиміліан «Макс» Зірі (нім. Maximilian „Max“ Siry; 19 квітня 1891, Парсберг — 6 грудня 1967, Фульда) — німецький воєначальник, генерал-лейтенант вермахту. Кавалер Лицарського хреста Залізного хреста.

## Біографія
Учасник Першої світової війни. Після демобілізації армії залишений в рейхсвері, служив в артилерійських частинах. 10-11 серпня 1941 року виконував обов'язки командира Поліцейської дивізії СС. З 13 грудня 1941 по 16 травня 1943 року — командир 246-ї піхотної дивізії. Потрапив в британський полон, в 2005 році були опубліковані розмови Зірі з іншими полоненими генералами.

## Звання
- Лейтенант (8 жовтня 1912)
- Оберлейтенант (14 січня 1916)
- Гауптман (1 липня 1921)
- Майор (1 квітня 1932)
- Оберстлейтенант (1 листопада 1934)
- Оберст (1 серпня 1937)
- Генерал-майор (1 серпня 1941)
- Генерал-лейтенант (21 січня 1943)

## Нагороди
- Медаль принца-регента Луїтпольда
- Залізний хрест
  - 2-го класу (22 вересня 1914)
  - 1-го класу (11 жовтня 1916)
- Орден «За заслуги» (Баварія) 4-го класу з мечами і короною
- Нагрудний знак «За поранення» в чорному
- Почесний хрест ветерана війни з мечами
- Медаль «За вислугу років у Вермахті» 4-го, 3-го, 2-го і 1-го класу (25 років)
- Застібка до Залізного хреста 2-го і 1-го класу
- Німецький хрест в золоті (14 лютого 1942)
- Лицарський хрест Залізного хреста (13 червня 1942)
- Медаль «За зимову кампанію на Сході 1941/42»